# Shanguy
Shanguy – francusko-włoski projekt muzyczny założony w 2017 roku.

## Historia zespołu

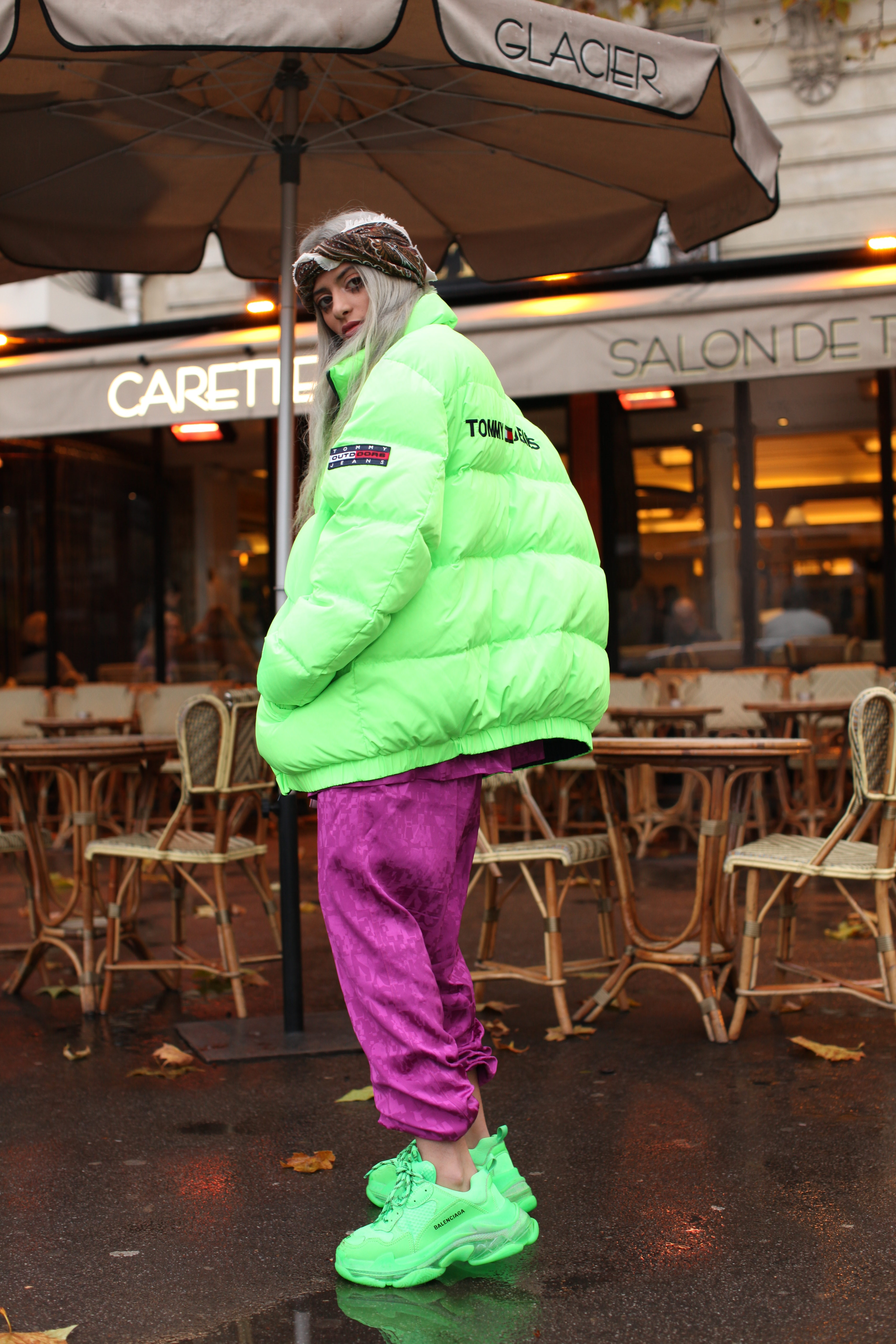
Shady Cherkaoui w 2020 roku

Zespół powstał po przypadkowym spotkaniu włoskiego didżeja NRD1, francuskiego piosenkarza Eona Melki, oraz wokalisty i gitarzysty Franka-O. W 2019 roku do zespołu dołączyła Shady Cherkaoui i została jego wokalistką, zastępując Eona Melkę.
Ich utwór „La Louze” był najczęściej granym utworem w polskich radiach w 2018 roku, znalazł się także na liście notowań m.in. we Włoszech, Rosji i Francji.
3 sierpnia 2018 roku trio wydało drugi singel pt. „King Of The Jungle”. Ponownie zajął on pierwsze miejsce na liście notowań na polskim AirPlay, a także 15. miejsce w rosyjskim TopHit.
18 marca 2019 grupa wydała pierwszy singel z nową wokalistką, Shady Cherkaoui, pt. „Toukassé”, zdobył on ponad 5 milionów wyświetleń w serwisie YouTube i uznanie stacji radiowych m.in. w Polsce i Rosji.
W 2019 roku grupa opublikowała remiks utworu Viki Gabor pt. „Time”.
25 maja 2019 zespół wystąpił na Polsat SuperHit Festiwal 2019 w Operze Leśnej w Sopocie.
11 grudnia 2019 miała miejsce światowa premiera singla pt. „Désolée (Paris/Paname)”.
Grupa uzyskiwała także sukcesy w listach notowań Spotify oraz iTunes w Czechach, Danii, Polsce i na Węgrzech.
26 lutego 2021 zespół wydał singel „Kalima Minou” stworzony we współpracy z Markiem Neve. 4 kwietnia 2022 roku pojawił się kolejny singiel grupy o nazwie „Lava”.

## Dyskografia

### Single
| Rok | Tytuł                                                       | Najwyższe pozycje na listach | Najwyższe pozycje na listach | Najwyższe pozycje na listach | Najwyższe pozycje na listach | Najwyższe pozycje na listach | Najwyższe pozycje na listach | Najwyższe pozycje na listach | Najwyższe pozycje na listach | Najwyższe pozycje na listach | Najwyższe pozycje na listach | Najwyższe pozycje na listach | Najwyższe pozycje na listach | Najwyższe pozycje na listach | Najwyższe pozycje na listach | Najwyższe pozycje na listach | Najwyższe pozycje na listach | Certyfikat                | Sprzedaż       | Album                                         |
| Rok | Tytuł                                                       | FRA                          | BEL (Wa)                     | BLR                          | KGZ                          | LAT                          | MDA                          | POL                          | POL                          | POL                          | RUS                          | RUS                          | UKR                          | UKR                          | UKR                          | WNP                          | WNP                          | Certyfikat                | Sprzedaż       | Album                                         |
| Rok | Tytuł                                                       | FRA                          | BEL (Wa)                     | BLR                          | KGZ                          | LAT                          | MDA                          | Airplay                      | Airplay Nowości              | Airplay TV                   | Radio                        | Radio & YouTube              | Radio                        | Radio & YouTube              | AirPlay                      | Radio                        | Radio & YouTube              | Certyfikat                | Sprzedaż       | Album                                         |
| --- | ----------------------------------------------------------- | ---------------------------- | ---------------------------- | ---------------------------- | ---------------------------- | ---------------------------- | ---------------------------- | ---------------------------- | ---------------------------- | ---------------------------- | ---------------------------- | ---------------------------- | ---------------------------- | ---------------------------- | ---------------------------- | ---------------------------- | ---------------------------- | ------------------------- | -------------- | --------------------------------------------- |
| 2017 | „La Louze”                                                  | 60                           | –                            | 5                            | 17                           | –                            | 3                            | 1                            | 1                            | 1                            | 8                            | 12                           | 49                           | 79                           | 12                           | 9                            | 12                           | - POL: 2× platynowa płyta | - POL: 40 000+ | –                                             |
| 2018 | „King Of The Jungle”                                        | –                            | –                            | 10                           | –                            | –                            | –                            | 1                            | 2                            | 2                            | 15                           | 20                           | 105                          | 349                          | –                            | 15                           | 20                           | - POL: platynowa płyta    | - POL: 20 000+ | –                                             |
| 2019 | „Toukassé”                                                  | –                            | –                            | –                            | –                            | –                            | –                            | 2                            | 3                            | –                            | 28                           | 32                           | 14                           | 28                           | 13                           | 30                           | 34                           | brak                      | brak danych    | –                                             |
| 2019 | „Désolée (Paris/Paname)”                                    | –                            | –                            | –                            | –                            | –                            | –                            | 1                            | 1                            | 1                            | 70                           | 86                           | 149                          | 235                          | –                            | 76                           | 86                           | - POL: 3× platynowa płyta | - POL: 40 000+ | –                                             |
| 2020 | „Back To Life”                                              | –                            | –                            | –                            | –                            | –                            | –                            | 2                            | 4                            | 2                            | –                            | –                            | –                            | –                            | –                            | –                            | –                            | brak                      | brak danych    | –                                             |
| 2020 | „Bang Bang”                                                 | –                            | –                            | –                            | –                            | –                            | –                            | –                            | –                            | –                            | –                            | –                            | –                            | –                            | –                            | –                            | –                            | brak                      | brak danych    | Mobile Legends: Bang Bang (ścieżka dźwiękowa) |
| 2020 | „Oops (Go Back To Your Ex)” (oraz Paolo Pellegrino & N.F.I) | –                            | –                            | 14                           | –                            | 30                           | –                            | –                            | –                            | –                            | 8                            | 12                           | 522                          | 604                          | –                            | 14                           | 12                           | brak                      | brak danych    | –                                             |
| 2020 | „Dalida” (gościnnie Marnik)                                 | –                            | –                            | –                            | –                            | –                            | –                            | –                            | –                            | –                            | 111                          | 136                          | 930                          | –                            | –                            | 152                          | 136                          | brak                      | brak danych    | –                                             |
| 2021 | „Kalima Minou” (oraz Mark Neve)                             | –                            | –                            | –                            | –                            | –                            | –                            | 1                            | 3                            | 5                            | –                            | –                            | 365                          | 430                          | –                            | 126                          | –                            | brak                      | brak danych    | –                                             |
| 2021 | „Dernière Danse” (oraz Yves V i Alex Cooper)                | –                            | –                            | –                            | –                            | –                            | –                            | –                            | –                            | –                            | –                            | –                            | –                            | –                            | –                            | –                            | –                            | brak                      | brak danych    | –                                             |
| 2021 | „C’est la vie” (oraz Holy Molly)                            | –                            | –                            | –                            | –                            | –                            | –                            | –                            | –                            | –                            | 452                          | 501                          | 303                          | 375                          | –                            | 203                          | 501                          | brak                      | brak danych    | –                                             |
| 2022 | „Lava”                                                      | –                            | –                            | –                            | –                            | –                            | –                            | 26                           | 3                            | –                            | 24                           | 30                           | 415                          | 483                          | –                            | 31                           | –                            | brak                      | brak danych    | –                                             |
| 2023 | „Creatures of the Night”                                    | –                            | –                            | –                            | –                            | –                            | –                            | 57                           | X                            | X                            | –                            | –                            | –                            | –                            | –                            | –                            | –                            | brak                      | brak danych    | –                                             |
| „–” oznacza że singel nie był notowany na danej liście. „X” oznacza, że lista przebojów nie istniała w danym okresie. |                                                             |                              |                              |                              |                              |                              |                              |                              |                              |                              |                              |                              |                              |                              |                              |                              |                              |                           |                |                                               |

### Remiksy
| Rok  | Tytuł                             | Album                            |
| ---- | --------------------------------- | -------------------------------- |
| 2019 | „Time” (remiks utworu Viki Gabor) | Time (Remixes) (remix minialbum) |